# عنقود العنقاء
عنقود العنقاء (بالإنجليزية: Phoenix Cluster)‏ كذلك (SPT-CL J2344-4243)هو مجموعة من المجرات تبعد مسافة 5.7 مليار سنة ضوئية من مجرة درب التبانة، جنوب كوكبة العنقاء. يعتبر العنقود  الهيكل الأكثر ضياء و ضخامة  تم رصده  سنة 2012. تنبعث منه كميات هائلة من  الأشعة السينية  .تم رصد العنقود باستخدام مرصد القطب الجنوبي من خلال تأثير سونيايف-زيلدوفيتش . وجمعت بيانات من مرصد تشاندرا الفضائي للأشعة السينية تدل على مستويات تبريد للغاز ذو كثافة عالية في المنطقة الوسطى للعنقود مع انبعاث للأشعة السينية بسبب ثقب أسود هائل  حجمه 20 مليار كتلة شمسية .
تشير التقديرات إلى أن المجرة المركزية التي تقبع وسط العنقود ،تولد نحو 740 نجم سنويا بمعدل نجم كل  9 ساعات . في المقابل، مجرتنا درب التبانة تولد سنويا 3 نجوم فقط .المجرة لها شكل بيضاوي وتشهد انفجارات نجمية  هائلة ، أعلى نسبة سجلت في منتصف كتلتها.
هالة النجوم الواسعة في أطراف المجرة المركزية تمتد إلى أكثر من 1.1 مليون سنة ضوئية من المركز أي 22 مرة من قطر مجرتنا ، مما يجعلها أكبر المجرات المعروفة. النشاط النجمي للمجرة ما زال ينمو بشكل كبير. ينص على ما نشهده من المجرة  هو تطور لإحدى أكبر وأضخم المجرات في الكون.